# 代々木VILLAGE
代々木VILLAGE（よよぎビレッジ）は、東京都渋谷区に所在した施設。

## 概要
2011年11月に小林武史が率いる組織kurkkuによってオープンされた商業施設。他には片山正通や大沢伸一もプロジェクトに加わる。レストランやファッションやギャラリーなどの11の店舗の入るスポットであった。オープンしてからの初の土日は満席や完売になるなどの好調な滑り出しであった。
代々木の町が生まれ変わったらという想いから始まったプロジェクトであった。時代や環境と共に柔軟に変化できるサステナブルなコンテナ建築であり、代々木の町の新たなイメージ形成と土地の価値の向上が目指されていた。
代々木駅から徒歩2分の場所に位置する、代々木ゼミナールが移転してからの土地の暫定活用法が探られていた。所有者である学校法人高宮学園の副理事長は駐車場を経営するよりも周辺の駐車場が埋まるようになるような仕掛を考えたかったために代々木VILLAGEが建造されることになった。
代々木VILLAGEは2012年にグッドデザイン賞を受賞する。ここではエコやオーガニックなどを前提とした新しい消費のあり方にこだわりイメージよりも実感で選ぶという主体性を提案し、施設も同様にオープンスペースが豊富で都市の中での新しい場のあり方を目指すという一貫したコンセプトを持ったデザインの取り組みが評価されていた。
2020年12月29日に土地の借用期間が終わるために閉館。当初の計画よりも2年間延長されていた。